# جوآن کالفیلد
جوآن کالفیلد (انگلیسی: Joan Caulfield؛ ۱ ژوئن ۱۹۲۲ – ۱۸ ژوئن ۱۹۹۱) یک هنرپیشه، و مانکن اهل ایالات متحده آمریکا بود.